# Tilia nobilis
Espèce
Classification phylogénétique
Tilia nobilis, le Tilleul noble, est une espèce d'arbre de la famille des Tiliaceae ou des Malvaceae, sous-famille des Tilioideae, selon la classification phylogénétique,. Catalogue of Life.

## Galerie

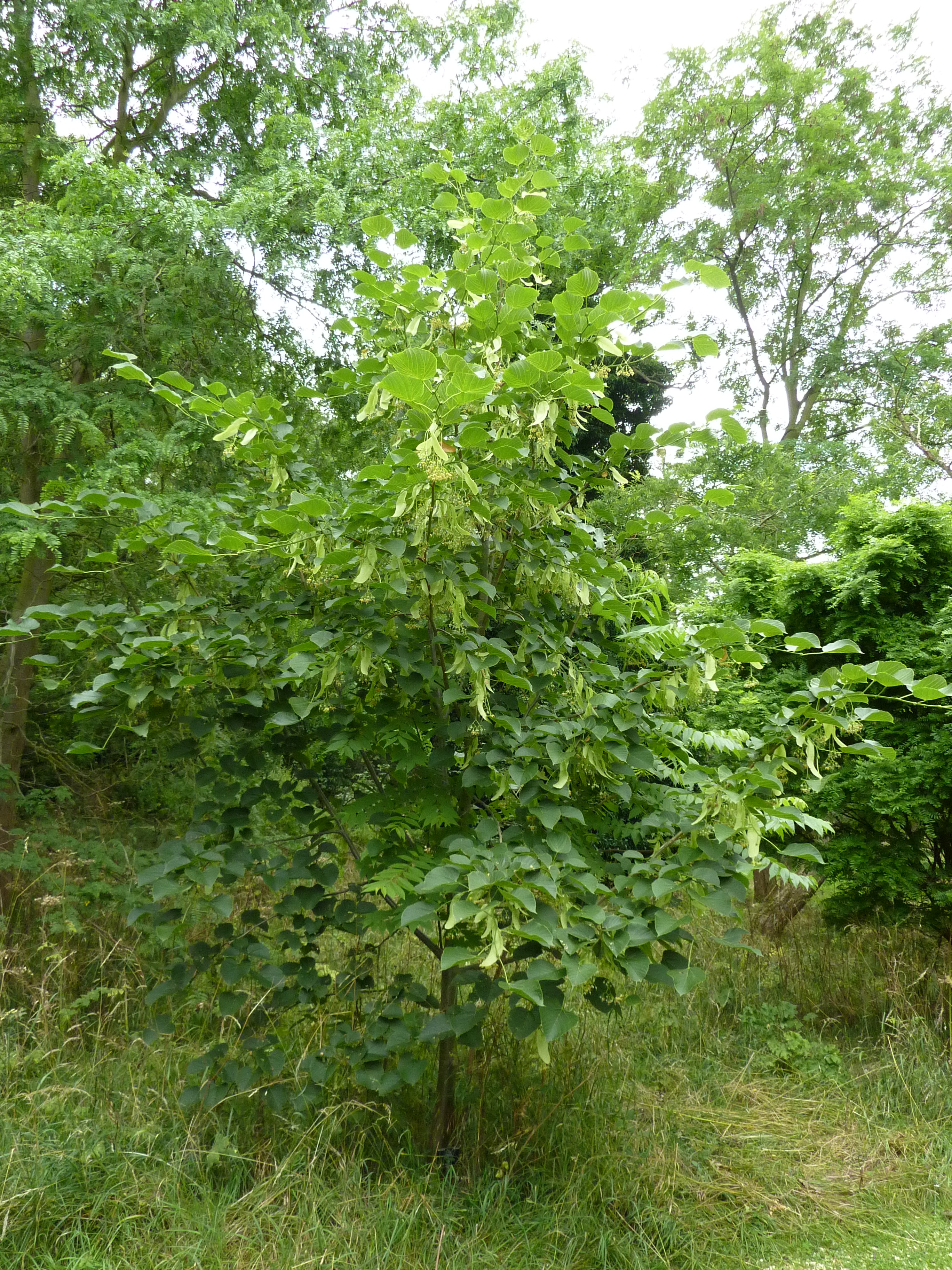
L'arbre.
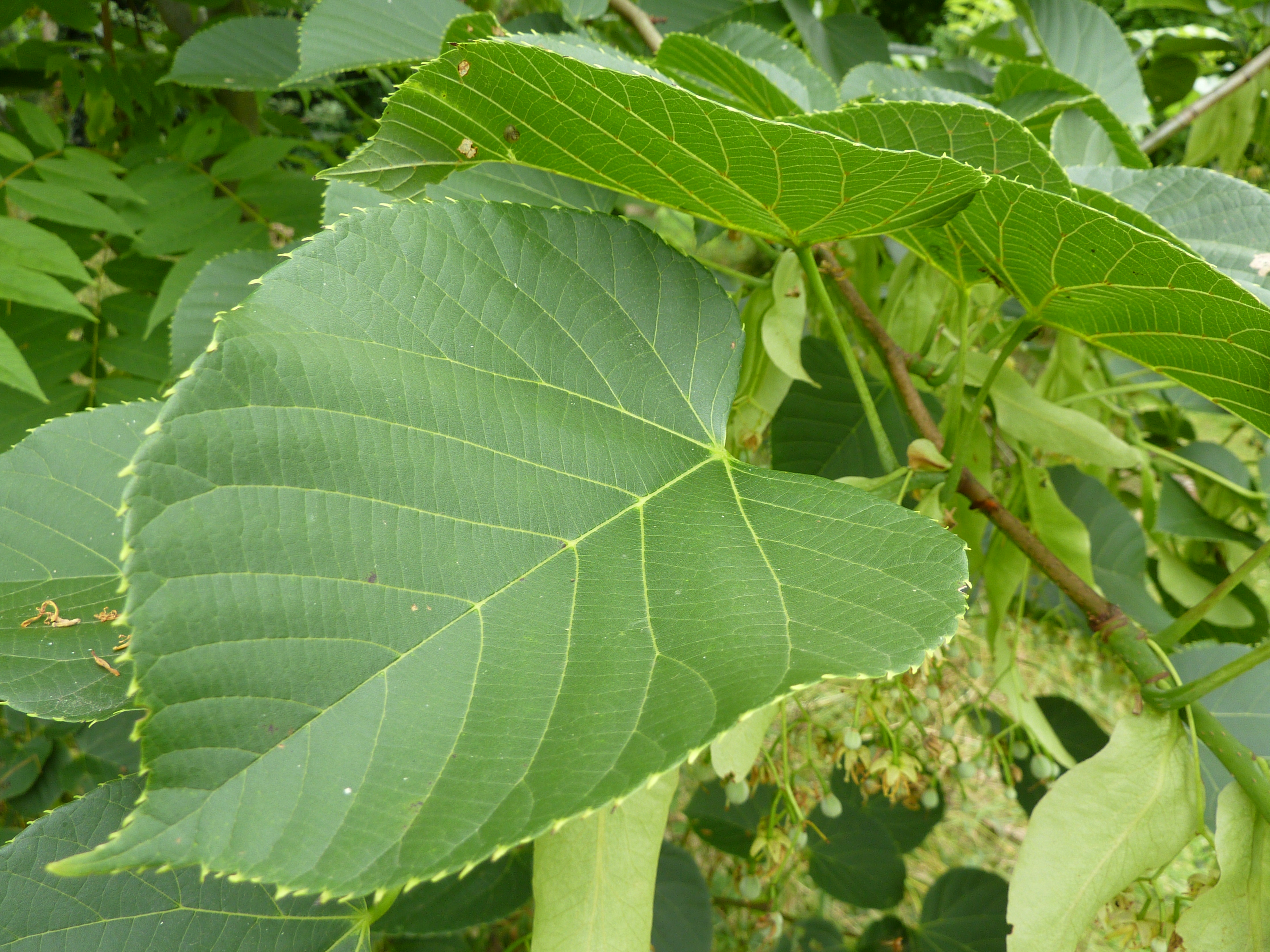
La feuille.
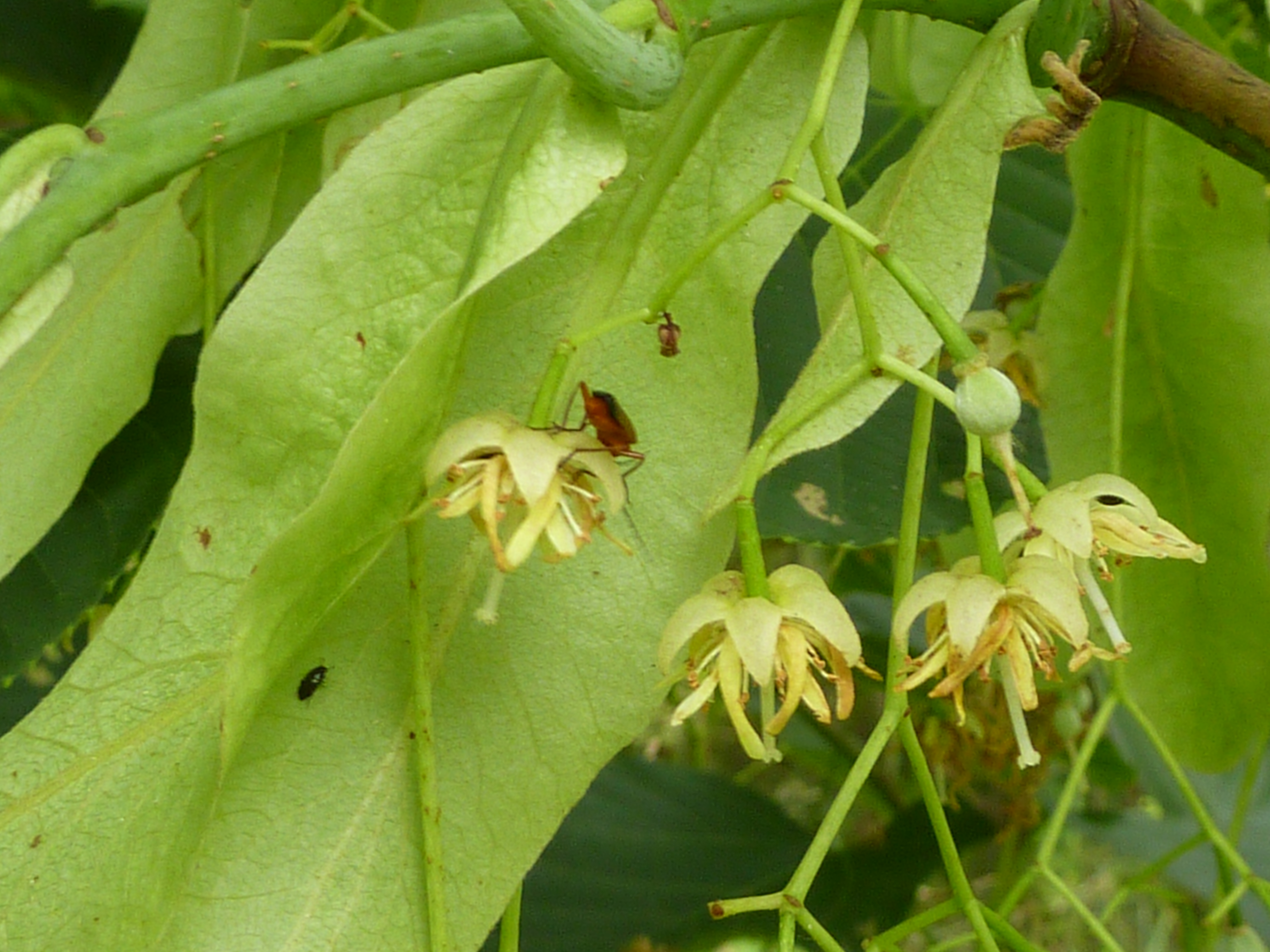
La fleur en cymes.